# Vjenceslav Radimski
Vjenceslav Radimski, rođeno ime Václav  Radimský (Nova Paka, Češka, 21. 2. 1832 - Sarajevo, 27. 10. 1895), arheolog i rudarski stručnjak i satnik, ugledni saradnik Zemaljskog muzeja u Sarajevu, koji se bavio arheološkim i arheoantropološkim istraživanjima širom Bosne i Hercegovine.
Vjeceslav Radimski  je utemeljio početnu mineraloško-geološku zbirku Zemaljskog muzeja Bosne i Hercegovine koji se nalazi u Sarajevu. Nakon toga je, sve do kraja života  istrajno radio na popunjavanju i proširivanju  zbirke novim eksponatima i podacima. Iznenada je preminuo od srčanog udara, kod sarajevske Alipašine ćuprije.

## Školovanje
- Osnovno i gimnazijsko obrazovanje stekao je u Starom Mjestu u Pragu
- U periodu i 1850. – 1854.  studirao je češku Politehniku  u Pragu, gdje je ispoljio posebno zanimanje za mineraloško-geološke nauke i mašinsko-tehničku struku.
- Dvije godine, 1855. i 1856. pohađao  je ondašnje Monarhijsko  montano učilište u Pšibrami (Pribrami), gdje je studirao rudarstvo i topioničarstvo, ostvarivši akademski rang  „apsolutorij“, uz odličan uspjeh u svim predmetima.

## Profesionalna karijera
Nakon završetka studija odlazi u praktičnu službu u Landanovo rudarsko društvo u Jilemnici u Češkoj. Tu se zadržao relativno kratko, pošto mu se ukazala prilika da, kao „rudarski kandidat“, pređe  u Šcavnicu, Ugarska.  Nakon kraćeg perioda, postao je „rudarski vježbenik“.
Već 1857, Radimski je bio rudarski poslovođa kameno-ugljenog majdana kraj Niržana, nadomak Plzenja, Češka. Tu je ostao do nove 1859. godine, kada je, sa bratom Josipom osnovao Rudarsko društvo u ugljenom okrugu kraj grada Wiese, današnja austrijska pokrajina u Štajerska.
Njegovo vanredno znanje i bogata nadarenost proširiše kroz kratko vrijeme rad toga majdana; taj isprva skromni podhvat podiže se u njegovim rukama stvarno i financijalno, tako da je i susjedni majdan dospio pod njegovu brigu i pasku. Pošto se je ovaj majdan pa i njegov vlastiti ugljanik prodao ugljeno-rudarskomu i trgovačkomu društvu u Vizu, rukovodio je Radimski poslove sajedinjenih majdana ko ravnatelj od 1. marta 1871. do 31. marta 1883. Isto tako upravljao je radom rudokopa u Štajeregu (Steyeregg), što ga bijaše zakupilo c. i kr. priv. keflaško željezničko i rudarsko društvo.
Godine 1884, Radimski odlazi iz Wiesa, pošto je državno građevinsko željeznicko društvo preuzelo ukupno prometno održavanje i eksploataciju majdana. Odatle je otišao u Vec, gdje se nastani kao ovlašteni rudarski mjernik.
Prelomni događaj u karijeri Radimskog bio je  prelazak u Sarajevo, januara 1885. Ovdje je bio postavljen za „rudarstvenog nadpovjerenika i upravitelja rudarskog satništva“ u  Bosni i Hercegovini. Već  31. maja te godine bio je unaprijeđen u čin rudarskog satnika.

## Naučni i stručni doprinos
Pošto je  i  na novoj poziciji  često boravio u Wiesu, imao je priliku da proučava mnoge spomenike iz prehistorijskog i rimskog doba. Tako se u njemu postepeno  razvijala ljubav prema antropologiji i arheologiji.  Potrebna iskopavanja  je najprije poduzimao samostalno, a zatim sa  sa Josipom Sombatijem (Szombathy), kustosom austrougarskog prirodoslovnog dvorskog muzeja.  Rezultati tih istraživanja su objavljeni u djelima:
- “Urgeschichtliche Forschungen in der Umgebung von Wies in Mittelsteiermark" (L: 1883-, II. i III.: 1888, IV.: 1891) i
- „Ueber die Grabungen im Jahre 1880".
- „Der Bericht uber die montanistichen Verhaltnisse und die Mineral-Vorkommnisse des Sulmthales" (1868);
- „Das Wieser Bergreiver" (1875);
- „Die Insel Pago in Dalmatien und Deren Lignit-Vorkommen" (1877);
- „Ueber den geologischen Bau der Insel Arbe in dalmatien" (1880).

One godine koju je Radimski djelovao u Wiesu, u  Beču je prostudirao  muzejske materijale, zbirke i knjižnice, što mu je omogućilo da proširi svoje obimne studije o prahistorijskom i rimskom periodu.  Te spoznaje Radimski  je  iskoristio u proučavanju bosanskih nalazišta, a  kao istraživač i pisac o ovdašnjim prahistorijskim  pojavama stekao je ugled u krugovoma priznatih učenjaka, ne samo u Monarhiji, nego u cijeloj Evropi.
U Glasniku Zemaljskog muzeja Bosne i Hercegovine i njegovom dodatku  „Wissenschaftliche Mittheilungen", publicirao je niz radova, od kojih su kao posebna izdanja objevljeni:
- „Prehistorijska nalazišta" (ćirilicom i latinicom), a  na njemačkom jeziku pod naslovom:
- „Die prahistorischen Fundstatten";
- ‘’Die neolitische Station Butmir" i rukopis:
- „Archaologisches Ortslexikon von Bosnien und der Hercegovina" (ovaj  rad, sa prilozima,  čuva  se u Muzeju);
- „Die Geschichte des alten Bergbaues in Bosnien und der Hercegovina“ (sa Karlom Patschom) Nekoliko manjih arheoloških rasprava, u GZM izašlo je nakon autorove smrti.

Napomena: Tešlo je naći, ako je uopće i moguće, arheologa koji je – tokom  samo jedne decenije djelovanja – prikupio toliko mnogo podataka o mnogim, dotad nepoznatim, nalazištima širom Bosne i Hercegovine, od kojih je većina danas potpuno zapuštena i/ili zaboravljena. Na osnovu sadržaja djela Radimskog, moguće je zaključiti da je imao dobro razvijenu mrežu načelnika općina širom Bosne i Hercegovine, koji su mu dostavljali prve informacije o mogućim arheološkim nalazištima.

### Poznatiji radovi uGZM
- Ostaci rimske ciglane i ciglarske peći u Sarajevu / Vjenceslav Radimski, Glasnik Zemaljskog muzeja u Bosni i Hercegovini, 8 (1896), str. 109-112.
- Prehistorička sojenica kod Ripča u Bosni / V.Radimsky, Glasnik Zemaljskog muzeja u Bosni i Hercegovini, 7(1895), str. 483-523.
- Sojenica kod Ripča u Bosni / V.Radimsky, Glasnik Zemaljskog muzeja u Bosni i Hercegovini, 7(1895), str. 309-333.
- Gradina Glavica kod Velikog Radića u kotaru krupskom / V.Radimsky, Glasnik Zemaljskog muzeja u Bosni i Hercegovini, 7(1895), str. 229-230.
- Rimska razvalina Gradina Mihaljević u kotaru srebreničkom / V.Radimsky, Glasnik Zemaljskog muzeja u Bosni i Hercegovini, 7(1895), str. 227-228.
- Nasute gradine Orlovac i Služanjska gromila u kotaru mostarskom / V.Radimsky, Glasnik Zemaljskog muzeja u Bosni i Hercegovini, 7(1895), str. 225-227.
- Rimski miljokaz kod Trnova u kotaru jajačkom / V.Radimsky, Glasnik Zemaljskog muzeja u Bosni i Hercegovini, 7(1895), str. 222-225.
- Gradina Kosovača kod Kusonja u kotaru zvorničkom / V.Radimsky, Glasnik Zemaljskog muzeja u Bosni i Hercegovini, 7(1895), str. 220-222.
- Gradina Ilijina Greda u kotaru trebinjskom / V.Radimsky, Glasnik Zemaljskog muzeja u Bosni i Hercegovini, 7(1895), str. 219-220.
- Rimska ciglana kod Pijavica blizu Jajca / V.Radimsky, Glasnik Zemaljskog muzeja u Bosni i Hercegovini, 7(1895), str. 217-219.
- Nekropola na Jezerinama u Pritoci kod Bišća / V.Radimsky, Glasnik Zemaljskog muzeja u Bosni i Hercegovini, 5(1893), str. 575-635.
- Dva zanimljiva nahogjaja iz bilećkog kraja kraja u Hercegovini / V.Radimsky, Glasnik Zemaljskog muzeja u Bosni i Hercegovini, 5(1893), str. 496-497.
- Golema fibula iz Ivanjske kod Banjaluke u Bosni / V.Radimsky, Glasnik Zemaljskog muzeja u Bosni i Hercegovini, 5(1893), str. 494-496.
- Tri zanimljiva nahogjaja iz ljubuškog kotara / V.Radimsky, Glasnik Zemaljskog muzeja u Bosni i Hercegovini, 5(1893), str. 493-494.
- Opeka legije iz Velike Kladuše u Bosni / V.Radimsky, Glasnik Zemaljskog muzeja u Bosni i Hercegovini, 5(1893), str. 492-493.
- Nekoliko prehistoričkih i rimskih ostanaka kod Grahova u livanjskom kotaru / V.Radimsky, Glasnik Zemaljskog muzeja u Bosni i Hercegovini, 5(1893), str. 488-492.
- Razvaline crkve na Carevoj Luci kod Rmanja u Bosni / V.Radimsky, Glasnik Zemaljskog muzeja u Bosni i Hercegovini, 5(1893), str. 487.
- Nekoliko starina iz Gackog u Hercegovini / V.Radimsky, Glasnik Zemaljskog muzeja u Bosni i Hercegovini, 5(1893), str. 484-486.
- Prehistoričko-rimska utvrda Kalesija u kotaru zvorničkom / V.Radimsky, Glasnik Zemaljskog muzeja u Bosni i Hercegovini, 5(1893), str. 483-484.
- Dva bronca iz područja Plive kod Jajca / V.Radimsky, Glasnik Zemaljskog muzeja u Bosni i Hercegovini, 5(1893), str. 481-483.
- Gradina u Turbetu kod Travnika / V.Radimsky, Glasnik Zemaljskog muzeja u Bosni i Hercegovini, 5(1893), str. 480-481.
- Dva bronca iz Čapljine / V.Radimsky, Glasnik Zemaljskog muzeja u Bosni i Hercegovini, 5(1893), str. 479-480.
- Nekropola na Jezerinama u Pritoci kod Bišća (Nastavak) / V.Radimsky, Glasnik Zemaljskog muzeja u Bosni i Hercegovini, 5(1893), str. 369-466.
- Rimska naseobina u Majdanu kod Varcar-Vakufa / V.Radimsky, Glasnik Zemaljskog muzeja u Bosni i Hercegovini, 5(1893), str. 331-341.
- Nekropola na Jezerinama u Pritoci kod Bišća / V.Radimsky, Glasnik Zemaljskog muzeja u Bosni i Hercegovini, 5(1893), str. 237-308.
- Prehistorička sojenica kod Ripča blizu Bišća / V.Radimsky, Glasnik Zemaljskog muzeja u Bosni i Hercegovini, 5(1893), str. 129-138.
- Nekropola na Jezerinama u Pritoci kod Bišća / V.Radimsky, Glasnik Zemaljskog muzeja u Bosni i Hercegovini, 5(1893), str. 37-93.
- O nekojim prehistoričkim i rimskim gragjevnim ostancima u području rijeke Sane u Bosni / V.Radimsky, Glasnik Zemaljskog muzeja u Bosni i Hercegovini, 4(1891), str. 431-446.
- Visorovan Rakitno u Hercegovini / V.Radimsky, Glasnik Zemaljskog muzeja u Bosni i Hercegovini, 4(1891), str. 413-424.
- Rimska utvrda na Crkvenici i kastrum kod Doboja / V.Radimsky, Glasnik Zemaljskog muzeja u Bosni i Hercegovini, 3(1891), str. 251-262.
- Bišće-polje kod Mostara / V.Radimsky, Glasnik Zemaljskog muzeja u Bosni i Hercegovini, 2(1891), str. 159-192.
- Prodor gradine truhelja u Bosni / V. Radimsky, Glasnik Zemaljskog muzeja u Bosni i Hercegovini, 1(1891), str. 53-54.
- Rimski grad Domavija u Gradini kod Srebrenice u Bosni i tamošnji iskopi / V. Radimsky, Glasnik Zemaljskog muzeja u Bosni i Hercegovini, 1(1891), str. 1-19.
- Prehistorička nalazišta : kako se pretražuju i kako se s nagjenim predmetima postupa, s osobitim obzirom na Bosnu i Hercegovinu i one krajeve u Austro-Ugarskoj monarhiji gdje ima prehistotičkih ostanaka / napisao V. Radimsky, 1891. (knjiga)
- Ostanci rimskih naseobina u Šipragi i Podbrgju, za tim starobosanski stećci u Šipragi i uz Vrbanju u Bosni. Glasnik Zemaljskog muzeja u Bosni i Hercegovini / V. Radimsky, Glasnik Zemaljskog muzeja u Bosni i Hercegovini, 4 (1892), str. 75-80.

==Priznanja==Za dva posljednjepomenuta rada, Krunski austrijski geološki državni zavod imenovao ga je  svojim „članom-dopisnikom“.  Obimni i predani  stručni i naučni rad  je skrenuo pažnju  kruga tada uglednih  autoriteta, pa je  1878.  dobio odlikovanje „Viteški krst reda Franje Josipa“. 
Njegova mnoga, raznovrsna i velika djela na polju geologije, kako ih je u svojem zvanicnom pozivu uvijek u korist javnog znanja vršio, njegova neumorna djelatnost ko rudarskog satnika i montanog izvjestitelja zemaljske vlade, stekoše priznanje i pohvalu na drugome mjestu, kao što je i „Školski Vjesnik" u oktobarskoj svesci dostojno spomenuo brigu ovog vrsnog našeg saradnika o uredenju mineraloških zbirki za naše škole.

## Također pogledajte
- Zemaljski muzej Bosne i Hercegovine
- Glasnik Zemaljskog muzeja BiH

## Spoljašnje veze
- https://www.academia.edu/9658451/Bibliografija_radova_Glasnika_Zemaljskog_muzeja_priru%C4%8Dnik_za_studente_historije_i_arheologije_
- http://prijepisi.blogspot.ba/2015/10/radimsky-1896.html.
- http://mjesec.ffzg.hr/webpac/?PAGER_offset=0&rm=results&f=PersonalName&v=Radimsky%20Vencel%5B%5D.